# 拉科尼亚 (新罕布什尔州)
拉科尼亚位于美国新罕布什尔州中部，是贝尔纳普县的县治所在，面积68.8平方公里。根据2000年美国人口普查，共有16,411人，其中白人占96.79%。這個數字於2010年下跌至15,951人。

## 地理
拉科尼亚的座標為43°33′3″N 71°28′5″W / 43.55083°N 71.46806°W（43.550769,-71.467935）。根據2000年人口普查，本城面積為26.6平方英里（68.89平方），其中20.0平方英里（51.80平方）為陸地，6.5平方英里（16.83平方）為水域。